# Ryan Mitchell
Ryan Scott Mitchell (Port Augusta, 24 aprile 1977) è un ex nuotatore australiano.

## Carriera
Ha fatto parte, anche se solo in batteria, della staffetta che vinto la medaglia d'argento nella 4x100m misti alle Olimpiadi di Sydney 2000.

## Palmarès
- Giochi Olimpici

Sydney 2000: argento nella 4x100m misti.
- Mondiali in vasca corta

Rio de Janeiro 1995: argento nei 200m rana.
Hong Kong 1999: argento nei 200m rana.